# Chloride Group
Die Chloride Group ist ein britischer Hersteller von unterbrechungsfreien Stromversorgungen (USV) und gehört heute zur Emerson Electric Company. Im 20. Jahrhundert war die Chloride Group einer der führenden Batteriehersteller. In den 1980ern stieg man in das heutige Hauptgeschäft der USV-Anlagen ein. Im Jahr 2000 übernahm man Masterguard, das USV-Geschäft von Siemens.
Im September 2010 wurde die Chloride Group von Emerson Electric für $1.5 Milliarden aufgekauft und in Emerson Network Power integriert.